# Якиманский переулок
Якима́нский переу́лок — улица в центре Москвы на Якиманке между Большой Якиманкой и 2-м Бабьегородским переулком.

## История
Назван в XVIII веке по расположению при Большой Якиманке.

## Описание
Якиманский переулок начинается от Большой Якиманки, проходит на запад, пересекает Мароновский переулок, заканчивается на 2-м Бабьегородском переулке.

## Здания и сооружения
По нечётной стороне:
По чётной стороне:
- № 4 — Мосгазстрой, СУ-4.
- № 6 — ЖК «Имперский дом»[1].